# La Sirène du Mississipi (film)
La Sirène du Mississipi (Engels: Mississippi Mermaid) is een Frans-Italiaanse misdaadfilm van François Truffaut uit 1969. De film is gebaseerd op de roman Waltz into Darkness van de Amerikaan William Irish.
De naam "Mississipi" wordt in de film met één p geschreven, omdat dit de naam van een schip is.

## Verhaal
Louis Mahé, de welgestelde baas van een sigarettenfabriek op het Franse eiland Réunion, vraagt Julie Roussel, een vrouw uit Nieuw-Caledonië met wie hij via een contactadvertentie al een tijd in correspondentie is, ten huwelijk. Hij heeft haar nog nooit eerder ontmoet. Ze komt met het schip Mississipi aan op Réunion. Als het schip arriveert, stelt zich een vrouw aan hem voor die hij niet herkent van de foto's die hij van Julie heeft. Zij is veel mooier. Ze legt hem uit dat ze hem andere foto's heeft opgestuurd om zeker te zijn van zijn goede bedoelingen.
Louis is meteen zwaar verliefd op haar. Ze trouwen snel en hij is buitengewoon gelukkig. Als blijk van vertrouwen geeft hij haar volmacht op zijn bankrekeningen.
Op een dag ontvangt hij een brief van de zuster van Julie, die zich erover beklaagt dat ze geen nieuws van Julie heeft sinds ze uit Nieuw-Caledonië vertrok. Hij dringt er bij Julie op aan contact op te nemen met haar zuster. Kort daarop verdwijnt Julie spoorloos en blijkt dat ze vrijwel al het geld van zijn bankrekeningen heeft gehaald.
Als Julies zuster hem daarop komt opzoeken, blijkt snel dat hij niet met de echte Julie is getrouwd. De twee stellen de bekwame privédetective Cornolli aan om de bedriegster op te sporen.
Louis gaat daarop naar Frankrijk om afleiding te zoeken. In Nice ziet hij op de regionale televisie beelden over de opening van een nachtclub in Antibes, Onder de schaars geklede barmeisjes herkent hij de vrouw met wie hij getrouwd is.
Voorzien van een revolver gaat hij daarop naar Antibes om wraak te nemen. Hij dringt door tot in de kamer van de bedriegster, maar komt meteen weer onder de invloed van haar schoonheid en charmes. Ze vertelt hem dat ze eigenlijk Marion heet. Ze had een relatie met de gangster Richard. Samen waren ze op de Mississipi en leerden daar de echte Julie kennen. Richard vatte het plan op om Julie te vermoorden en haar plaats door Marion te laten innemen. Toen ze Louis ontmoette, wilde ze hem niet beroven, maar Richard bedreigde haar. Richard heeft haar echter daarna laten vallen en is met het geld weg.
Louis vergeeft haar en hervat zijn relatie. Hij huurt een villa nabij Aix-en-Provence waar het koppel een tijd discreet, maar gelukkig verblijft. Maar na een tijd loopt Louis in Aix de privédetective Cornolli tegen het lijf, die hem zegt dat hij de valse Julie op het spoor is. Louis, die beseft dat Cornolli alles zal ontdekken, vraagt hem zijn speurtocht stop te zetten. Cornolli zegt dat dit niet meer kan, want de politie is intussen ook met een onderzoek bezig naar de verdwijning van de echte Julie. Om Marion te beschermen, vermoordt Louis daarop de detective en begraaft hem in de kelder van de villa.
Louis en Marion gaan daarop wonen in een onopvallend appartement in Lyon. Omdat hij bijna geen geld meer heeft, gaat hij even heen en weer naar Réunion, waar hij snel zijn aandelen in de fabriek aan zijn zakenpartner verkoopt en met een grote tas vol kleingeld terugkeert.
Terug in Lyon lezen ze in de krant dat het lijk van de detective gevonden is. Als ze naar hun appartement terugkeren, zien ze dat de politie daar al aanwezig is. Ze kunnen ongemerkt ontkomen, maar de tas vol geld moeten ze in het appartement achterlaten.
Zonder veel geld bereiken ze de Alpen, waar ze toevlucht vinden in een verlaten berghut in de sneeuw. Louis wacht op een gelegenheid om de grens over te steken. Maar Marion is ongelukkig en wil hem verlaten.
Na enkele dagen verblijf in de berghut wordt Louis ziek. In de hut is een doos rattenvergif en Louis vermoedt dat Marion vergif in zijn koffie heeft gedaan. Daarop verklaart hij haar nogmaals zijn liefde en zegt dat hij bereid is te sterven als dat voor haar beter uitkomt. Marion is beschaamd en valt in zijn armen. In de laatste scène vertrekt het (gehuwde) paar door de sneeuw in de richting van de grens.

## Rolverdeling
| Acteur             | Personage                      |
| ------------------ | ------------------------------ |
| Jean-Paul Belmondo | Louis Mahé                     |
| Catherine Deneuve  | Julie Roussel / Marion Vergano |
| Nelly Borgeaud     | Berthe                         |
| Michel Bouquet     | detective                      |
| Roland Thénot      | Richard                        |